# Zetkan
 Zetkan  falu Horvátországban Zágráb megyében. Közigazgatásilag Dubravához tartozik.

## Fekvése
Zágrábtól 44 km-re keletre, községközpontjától 1 km-re délre, a megye keleti részén fekszik.

## Története
1857-ben 72, 1910-ben 242 lakosa volt. Trianonig Belovár-Kőrös vármegye Križi járásához tartozott. 2001-ben 209  lakosa volt.

## Lakosság
| Lakosság változása | Lakosság változása | Lakosság változása | Lakosság változása | Lakosság változása | Lakosság változása | Lakosság változása | Lakosság változása | Lakosság változása | Lakosság változása | Lakosság változása | Lakosság változása | Lakosság változása | Lakosság változása | Lakosság változása |
| ------------------ | ------------------ | ------------------ | ------------------ | ------------------ | ------------------ | ------------------ | ------------------ | ------------------ | ------------------ | ------------------ | ------------------ | ------------------ | ------------------ | ------------------ |
| 1857               | 1869               | 1880               | 1890               | 1900               | 1910               | 1921               | 1931               | 1948               | 1953               | 1961               | 1971               | 1981               | 1991               | 2001               |
| 72                 | 77                 | 58                 | 135                | 181                | 242                | 240                | 250                | 293                | 275                | 256                | 225                | 221                | 204                | 209                |

## Külső hivatkozások
Dubrava község hivatalos oldala